# ひびき型音響測定艦
ひびき型音響測定艦（ひびきがたおんきょうそくていかん、英語: Hibiki-class ocean surveillance ships）は海上自衛隊の音響測定艦の艦級。平成元年・2年度で1隻ずつが建造され、平成29年度と令和4年度で1隻ずつの建造が追加された。ネームシップの建造単価は約143億円であり、4番艦は約196億円とされている。
超長距離で潜水艦を探知できるSURTASS曳航ソナーを備え、仮想敵国潜水艦の音響情報収集を任務としており、その能力や運用は機密とされている。

## 来歴
1950年代より戦力化された原子力潜水艦は、水上航走やシュノーケル航走が不要になったことで、レーダーやアクティブ・ソナーなどに探知される可能性は極めて低くなっていた。一方で、常に原子炉や蒸気タービンからノイズを発生するという弱点があり、パッシブ・ソナーにより遠距離からでも聴知しうると期待された。このことから冷戦初期の対潜戦では、アメリカ海軍はパッシブ戦への移行によってソビエト連邦軍の強大な潜水艦戦力への対抗を図っており、SOSUSと攻撃型原子力潜水艦（SSN）、対潜哨戒機によるパッシブ対潜戦システムを構築し、成功を収めた。
しかしソビエト連邦は諜報活動などによってこのパッシブ対潜戦システムの重要性に気づき、1970年代中期より、ヴィクターIII型SSN（671RTM型）やチャーリーII型SSGN（670M型）、デルタ型SSBN（667B型）など、対抗策を講じて静粛性を格段に向上させた潜水艦の艦隊配備を開始した。これにより、アメリカ軍のパッシブ対潜戦システムの効果は減殺されはじめ、1980年代中期より、更に静粛化を進めたアクラ型SSN（971型）やキロ型SS（877型）が大量配備されたことで、米軍対潜戦部隊が圧倒される懸念が生じていた。
これに対し、アメリカ海軍では従来のパッシブ・ソナーへの依存からの脱却を志向するようになった。この一環として開発されたのがAN/UQQ-2 SURTASS（監視用曳航アレイ・ソナー）である。これは従来の艦載パッシブ・ソナーよりも更に低周波を利用しており、SOSUSを補完する戦略レベルの広域捜索手段として期待されていた。
またこのソ連潜水艦の静粛化の一端が東芝機械ココム違反事件に由来することもあり、海上自衛隊も本格的な対策を求められることになった。1987年6月の中曽根首相とワインバーガー国防長官との会談を踏まえて、同年7月には真珠湾の太平洋艦隊司令部で対潜能力向上のための日米防衛専門家による協議が開催された。この協議において、具体的な事業として合意されたのがASWセンターの設置とSURTASS艦の建造であった。そしてSURTASS艦として建造されたのが本型である。なお急遽決定されたこともあり、61中期防の枠外となっている。

## 設計

### 船体
アメリカ海軍ではモノハル・排水量船型の音響測定艦（T-AGOS）を運用していたが、荒天時には艦の動揺によって曳航アレイの直線性が維持できず、探知効率が低下する傾向があった。このため荒天でも安定性の高い船型を検討した結果、アメリカ海軍はSWATH船（小水線面積双胴船）に行き着き、1986年にヴィクトリアス級海洋観測艦を発注した。しかし国内にSWATH船型の大型船の建造ノウハウがなく、建造に難渋していた。
海自でも、SURTASS艦を建造するにあたっては、ヴィクトリアス級と同様にSWATH船型を採用した。当時、世界的に見ても、SWATH船型の大型船としては三井造船が海洋科学技術センター（JAMSTEC）向けに建造した「かいよう」が唯一の例であった。この経験を踏まえて建造されたことから、後発であったにもかかわらず、就役時期はヴィクトリアス級より先行することになった。
これにより、本型はSWATH船として建造された。これは、SURTASSの巨大な格納用ドラムを収容できる甲板面積を確保するとともに、荒天下でも長時間にわたって針路一定かつ低速で曳航を続けるのに適した船型であった。上甲板上は、前方に艦橋構造物が配され、その直後から艦尾まではヘリコプター甲板となっている。なお、艦首側にはバウスラスターが装備されている。
なお、任務の性格上、一回あたりの航海日数はかなり長くなることが想定されたほか、省力化の徹底によって乗員数を削減できたことから、乗員の居住性にも相当の配慮がなされている。トレーニングルームや自習室、野菜栽培器を設置したほか、物資の補給や傷病者の移送のため、ヘリコプター甲板はMH-53Eの離着陸に対応した。トレーニングルームなどの照明に、ひまわり (太陽光自動集光・伝送装置)が採用されており、艦橋上の両舷に採光ドームが設置されている。
建造期間が20年以上空いた3番艦「あき」は、マストやヘリコプター甲板の形状が異なるほか、司令部区画が整備されており、煙突の黒色部廃止や艦番号の灰色などの低視認性（ロービジ）塗装が施されている。

### 機関
ソナー性能に影響しないよう水中放射雑音の低減が重視されており、主機関はディーゼル・エレクトリック方式とされた。推進発電機は水線上の高い位置に配置されており、水面下の没水部船体（ロワーハル）に電動機が設置されている。電動機はプロペラ直結で、低回転とした。
推進発電機の原動機としては、三菱重工のS6U-MTPKディーゼルエンジン（単機出力1,320馬力）が採用され、4セットが搭載された。また機関制御監視記録装置（データロガー）により、通常航海中の無人化が図られている。
なお、行動海面から母港までの往復はできる限り速やかに移動できるように設計に配慮された。しかし特殊船型であるうえにディーゼル・エレクトリック方式であり、高速発揮を可能にする電動機の搭載余積に限度があり、最大約11ノットが限界であった。

## 装備
上記の経緯より、本級の中核的な装備となるのがAN/UQQ-2 SURTASS（監視用曳航アレイ・ソナー）である。これは、曳航ケーブルは6,000 ft (1,800 m)、そして曳航アレイは実に全長8,575 ft (2,614 m)におよぶ長大なシステムであった。曳航深度は500–1,500 ft (150–460 m)、速力は3ノットである。導入前の段階では「高性能聴音装置」と称されていたが、海上自衛隊では単に「曳航ソーナー装置」（SURTASS）と称されている。
本級は、SURTASSを展開して日本近海を遊弋し、潜水艦の音響情報を収集する。収集した音響情報は、陸上の海洋業務・対潜支援群対潜資料隊に送られ、探知予察などの資料となる。SURTASSの搭載作業は、完成した艦をアメリカに回航して行った。1988年の参議院内閣委員会質疑においては、乗艦したアメリカ軍人の支援を受けることもあると答弁されている。

## 同型艦
同型艦は3隻。長らく2隻であったが、平成29年度予算において、音響情報収集体制増強のため、29年ぶりに3番艦（29AOS）の建造費用が計上され (建造費224億円)、令和2年1月15日に進水した。31中期防では4隻目の建造も計画されており、2022年度（令和4年度）予算に盛り込まれた。
| 艦番号   | 艦名   | 建造                                      | 起工                         | 進水                       | 就役                       | 所属                                          |
| -------- | ------ | ----------------------------------------- | ---------------------------- | -------------------------- | -------------------------- | --------------------------------------------- |
| AOS-5201 | ひびき | 三井造船 玉野事業所                       | 1989年 （平成元年） 11月28日 | 1990年 （平成2年） 7月27日 | 1991年 （平成3年） 1月30日 | 海洋業務・対潜支援群 第1音響測定隊 （呉基地） |
| AOS-5202 | はりま | 三井造船 玉野事業所                       | 1990年 （平成2年） 12月26日  | 1991年 （平成3年） 9月11日 | 1992年 （平成4年） 3月10日 | 海洋業務・対潜支援群 第1音響測定隊 （呉基地） |
| AOS-5203 | あき   | 三井E&S造船 玉野艦船工場                  | 2019年 （平成31年） 3月5日   | 2020年 （令和2年） 1月15日 | 2021年 （令和3年） 3月4日  | 海洋業務・対潜支援群 第1音響測定隊 （呉基地） |
| AOS-5204 | びんご | 三菱重工マリタイムシステムズ 玉野本社工場 | 2024年 （令和6年） 3月19日   | 2025年 （令和7年） 2月17日 | 2026年 （令和8年） 3月予定 |                                               |

## 運用
本型を運用する第1音響測定隊は、2017年から、海自艦艇として初めてクルー制（乗員を固定せずに3クルーが交互に乗り組んで2隻を運用）を導入した。山村浩海上幕僚長は2021年3月2日の定例記者会見でこのことに触れ、「（ひびき型3番艦の）あきが就役することによって、3隻による4クルー制となり、より稼働率を上げて我が国周辺の音響情報を収集できる体制をとろうと考えている」と述べた。
4番艦「びんご」が2026年3月に就役すれば、音響測定艦は4隻体制となり、4隻による5クルー制により稼働率を上げることができる。
2025年6月1日現在のクルー長
第1クルー長　萩尾隆二　3等海佐
第2クルー長　黒河内信崇　2等海佐
第3クルー長　堤　允良　2等海佐
第4クルー長　岡田裕二　2等海佐